# Cyclassics Hamburg 2024
Cyclassics Hamburg 2024, oficjalnie BEMER Cyclassics Hamburg 2024 – 27. edycja wyścigu kolarskiego Cyclassics Hamburg, która odbyła się 8 września 2024 na liczącej ponad 198 kilometrów trasie wokół Hamburga. Impreza kategorii 1.UWT była częścią UCI World Tour 2024.

## Uczestnicy

### Drużyny
| WorldTeams (18)- Alpecin-Deceuninck - Arkéa-B&B Hotels - Astana Qazaqstan Team - Bahrain Victorious - Red Bull-Bora-Hansgrohe - Cofidis - Decathlon-AG2R La Mondiale - EF Education-EasyPost - Groupama-FDJ - Ineos Grenadiers - Intermarché-Wanty - Lidl-Trek - Movistar Team - Soudal Quick-Step - Team dsm-firmenich PostNL - Team Jayco AlUla - Team Visma \| Lease a Bike - UAE Team Emirates ProTeams (5)- Israel-Premier Tech - Lotto Dstny - Q36.5 Pro Cycling Team - Tudor Pro Cycling Team - Uno-X Mobility |
| |

### Lista startowa
| Lidl-Trek LTK                                         | Lidl-Trek LTK         | Lidl-Trek LTK |
| ----------------------------------------------------- | --------------------- | ------------- |
| Nr                                                    | Kolarz                | Miejsce       |
| 1                                                     | Jonathan Milan (ITA)  | 2.            |
| 2                                                     | Simone Consonni (ITA) | 34.           |
| 3                                                     | Tim Declercq (BEL)    | 132.          |
| 4                                                     | Daan Hoole (NED)      | 87.           |
| 5                                                     | Alex Kirsch (LUX)     | 58.           |
| 6                                                     | Jacopo Mosca (ITA)    | DNS           |
| 7                                                     | Edward Theuns (BEL)   | 67.           |
| Dyrektor sportowy : Maxime Monfort, Jarosław Popowycz |                       |               |

| Red Bull-Bora-Hansgrohe RBH         | Red Bull-Bora-Hansgrohe RBH | Red Bull-Bora-Hansgrohe RBH |
| ----------------------------------- | --------------------------- | --------------------------- |
| Nr                                  | Kolarz                      | Miejsce                     |
| 11                                  | Danny van Poppel (NED)      | 14.                         |
| 12                                  | Marco Haller (AUT)          | 45.                         |
| 13                                  | Bob Jungels (LUX)           | 135.                        |
| 14                                  | Jonas Koch (GER)            | 69.                         |
| 15                                  | Jordi Meeus (BEL)           | 4.                          |
| 16                                  | Maximilian Schachmann (GER) | 47.                         |
| 17                                  | Matteo Sobrero (ITA)        | 97.                         |
| Dyrektor sportowy : Christian Pömer |                             |                             |

| Ineos Grenadiers IGD                 | Ineos Grenadiers IGD       | Ineos Grenadiers IGD |
| ------------------------------------ | -------------------------- | -------------------- |
| Nr                                   | Kolarz                     | Miejsce              |
| 21                                   | Elia Viviani (ITA)         | 52.                  |
| 22                                   | Jonathan Castroviejo (ESP) | 108.                 |
| 23                                   | Laurens De Plus (BEL)      | 50.                  |
| 24                                   | Michael Leonard (CAN)      | 112.                 |
| 25                                   | Salvatore Puccio (ITA)     | 82.                  |
| 26                                   | Artem Shmidt (USA)         | 68.                  |
| 27                                   | Joshua Tarling (GBR)       | 60.                  |
| Dyrektor sportowy : Zakkari Dempster |                            |                      |

| Arkéa-B&B Hotels ARK               | Arkéa-B&B Hotels ARK    | Arkéa-B&B Hotels ARK |
| ---------------------------------- | ----------------------- | -------------------- |
| Nr                                 | Kolarz                  | Miejsce              |
| 31                                 | Arnaud Démare (FRA)     | 12.                  |
| 32                                 | Jenthe Biermans (BEL)   | 46.                  |
| 33                                 | Anthony Delaplace (FRA) | 53.                  |
| 34                                 | Matis Louvel (FRA)      | 72.                  |
| 35                                 | Daniel McLay (GBR)      | 64.                  |
| 36                                 | Alan Riou (FRA)         | 126.                 |
| 37                                 | Miles Scotson (AUS)     | DNS                  |
| Dyrektor sportowy : Mickael Leveau |                         |                      |

| Groupama-FDJ GFC              | Groupama-FDJ GFC      | Groupama-FDJ GFC |
| ----------------------------- | --------------------- | ---------------- |
| Nr                            | Kolarz                | Miejsce          |
| 41                            | Lewis Askey (GBR)     | 89.              |
| 42                            | Cyril Barthe (FRA)    | 31.              |
| 43                            | Fabian Lienhard (SUI) | 32.              |
| 44                            | Paul Penhoët (FRA)    | DNF              |
| 45                            | Clément Russo (FRA)   | 24.              |
| 46                            | Thibaud Gruel (FRA)   | 37.              |
| 47                            | Rudy Molard (FRA)     | 49.              |
| Dyrektor sportowy : Yvon Caër |                       |                  |

| Soudal Quick-Step SOQ          | Soudal Quick-Step SOQ    | Soudal Quick-Step SOQ |
| ------------------------------ | ------------------------ | --------------------- |
| Nr                             | Kolarz                   | Miejsce               |
| 51                             | Tim Merlier (BEL)        | DNF                   |
| 52                             | Ayco Bastiaens (BEL)     | 105.                  |
| 53                             | Josef Černý (CZE)        | 134.                  |
| 54                             | Luke Lamperti (USA)      | 13.                   |
| 55                             | Pieter Serry (BEL)       | 95.                   |
| 56                             | Bert Van Lerberghe (BEL) | 59.                   |
| 57                             | Warre Vangheluwe (BEL)   | DNF                   |
| Dyrektor sportowy : Tom Steels |                          |                       |

| Lotto Dstny LTD                | Lotto Dstny LTD             | Lotto Dstny LTD |
| ------------------------------ | --------------------------- | --------------- |
| Nr                             | Kolarz                      | Miejsce         |
| 61                             | Arnaud De Lie (BEL) (szosa) | 21.             |
| 62                             | Logan Currie (NZL)          | 136.            |
| 63                             | Jasper De Buyst (BEL)       | DNF             |
| 64                             | Sébastien Grignard (BEL)    | 128.            |
| 65                             | Liam Slock (BEL)            | 39.             |
| 66                             | Brent Van Moer (BEL)        | 107.            |
| 67                             | Florian Vermeersch (BEL)    | 61.             |
| Dyrektor sportowy : Dirk Demol |                             |                 |

| UAE Team Emirates UAD                           | UAE Team Emirates UAD        | UAE Team Emirates UAD |
| ----------------------------------------------- | ---------------------------- | --------------------- |
| Nr                                              | Kolarz                       | Miejsce               |
| 71                                              | Nils Politt (GER)            | 36.                   |
| 72                                              | Ivo Oliveira (POR)           | 109.                  |
| 73                                              | Mikkel Norsgaard Bjerg (DEN) | DNF                   |
| 74                                              | Felix Großschartner (AUT)    | 98.                   |
| 75                                              | Juan Sebastián Molano (COL)  | DNF                   |
| 76                                              | António Morgado (POR)        | 110.                  |
| 77                                              | Tim Wellens (BEL)            | 25.                   |
| Dyrektor sportowy : Andrej Hauptman, Jan Polanc |                              |                       |

| Astana Qazaqstan Team AST          | Astana Qazaqstan Team AST | Astana Qazaqstan Team AST |
| ---------------------------------- | ------------------------- | ------------------------- |
| Nr                                 | Kolarz                    | Miejsce                   |
| 81                                 | Max Kanter (GER)          | DNF                       |
| 82                                 | Davide Ballerini (ITA)    | 22.                       |
| 83                                 | Cees Bol (NED)            | 57.                       |
| 84                                 | Jewgienij Fiodorow (KAZ)  | 86.                       |
| 85                                 | Daniil Marukhin (KAZ)     | 119.                      |
| 86                                 | Michael Mørkøv (DEN)      | 116.                      |
| 87                                 | Rüdiger Selig (GER)       | DNF                       |
| Dyrektor sportowy : Stefano Zanini |                           |                           |

| Intermarché-Wanty IWA               | Intermarché-Wanty IWA    | Intermarché-Wanty IWA |
| ----------------------------------- | ------------------------ | --------------------- |
| Nr                                  | Kolarz                   | Miejsce               |
| 91                                  | Biniam Girmay (ERI)      | 3.                    |
| 92                                  | Francesco Busatto (ITA)  | 43.                   |
| 93                                  | Madis Mihkels (EST)      | 51.                   |
| 94                                  | Laurenz Rex (BEL)        | 26.                   |
| 95                                  | Mike Teunissen (NED)     | 8.                    |
| 96                                  | Taco van der Hoorn (NED) | 99.                   |
| 97                                  | Georg Zimmermann (GER)   | 33.                   |
| Dyrektor sportowy : Laurenzo Lapage |                          |                       |

| Team Visma \| Lease a Bike TVL        | Team Visma \| Lease a Bike TVL   | Team Visma \| Lease a Bike TVL |
| ------------------------------------- | -------------------------------- | ------------------------------ |
| Nr                                    | Kolarz                           | Miejsce                        |
| 101                                   | Olav Kooij (NED)                 | 1.                             |
| 102                                   | Koen Bouwman (NED)               | 101.                           |
| 103                                   | Christophe Laporte (FRA) (szosa) | 48.                            |
| 104                                   | Tosh Van der Sande (BEL)         | 125.                           |
| 105                                   | Mick van Dijke (NED)             | 65.                            |
| 106                                   | Tim van Dijke (NED)              | DNF                            |
| 107                                   | Julien Vermote (BEL)             | 106.                           |
| Dyrektor sportowy : Arthur Van Dongen |                                  |                                |

| Team Jayco AlUla JAY                 | Team Jayco AlUla JAY          | Team Jayco AlUla JAY |
| ------------------------------------ | ----------------------------- | -------------------- |
| Nr                                   | Kolarz                        | Miejsce              |
| 111                                  | Caleb Ewan (AUS)              | 103.                 |
| 112                                  | Anders Foldager (DEN)         | 27.                  |
| 113                                  | Michael Hepburn (AUS)         | 117.                 |
| 114                                  | Christopher Juul-Jensen (DEN) | DNF                  |
| 115                                  | Luka Mezgec (SLO)             | 92.                  |
| 116                                  | Kelland O’Brien (AUS)         | 104.                 |
| 117                                  | Blake Quick (AUS)             | 120.                 |
| Dyrektor sportowy : David McPartland |                               |                      |

| EF Education-EasyPost EFE          | EF Education-EasyPost EFE   | EF Education-EasyPost EFE |
| ---------------------------------- | --------------------------- | ------------------------- |
| Nr                                 | Kolarz                      | Miejsce                   |
| 121                                | Mikkel Frølich Honoré (DEN) | 30.                       |
| 122                                | Stefan Bissegger (SUI)      | 18.                       |
| 123                                | Simon Carr (GBR)            | 133.                      |
| 124                                | Stefan de Bod (RSA)         | 83.                       |
| 125                                | Jack Rootkin-Gray (GBR)     | 113.                      |
| 126                                | Jonas Rutsch (GER)          | 35.                       |
| 127                                | Marijn van den Berg (NED)   | 85.                       |
| Dyrektor sportowy : Matti Breschel |                             |                           |

| Movistar Team MOV | Movistar Team MOV         | Movistar Team MOV |
| ----------------- | ------------------------- | ----------------- |
| Nr                | Kolarz                    | Miejsce           |
| 131               | Fernando Gaviria (COL)    | DNF               |
| 132               | Alex Aranburu (ESP)       | 93.               |
| 133               | Jon Barrenetxea (ESP)     | 29.               |
| 134               | Rémi Cavagna (FRA)        | DNF               |
| 135               | Davide Cimolai (ITA)      | 90.               |
| 136               | Iván García Cortina (ESP) | 15.               |
| 137               | Mathias Norsgaard (DEN)   | 137.              |

| Israel-Premier Tech IPT                      | Israel-Premier Tech IPT   | Israel-Premier Tech IPT |
| -------------------------------------------- | ------------------------- | ----------------------- |
| Nr                                           | Kolarz                    | Miejsce                 |
| 141                                          | Pascal Ackermann (GER)    | 121.                    |
| 142                                          | Hugo Hofstetter (FRA)     | 16.                     |
| 143                                          | Oded Kogut (ISR)          | DNF                     |
| 144                                          | Riley Pickrell (CAN)      | DNF                     |
| 145                                          | Mads Würtz Schmidt (DEN)  | DNF                     |
| 146                                          | Michael Schwarzmann (GER) | 76.                     |
| 147                                          | Tom Van Asbroeck (BEL)    | 74.                     |
| Dyrektor sportowy : Rene Mandri, René Andrle |                           |                         |

| Uno-X Mobility UXM                   | Uno-X Mobility UXM            | Uno-X Mobility UXM |
| ------------------------------------ | ----------------------------- | ------------------ |
| Nr                                   | Kolarz                        | Miejsce            |
| 151                                  | Alexander Kristoff (NOR)      | 5.                 |
| 152                                  | Idar Andersen (NOR)           | 70.                |
| 153                                  | Fredrik Dversnes (NOR)        | 40.                |
| 154                                  | Jonas Iversby Hvideberg (NOR) | 94.                |
| 155                                  | Niklas Larsen (DEN)           | 56.                |
| 156                                  | William Blume Levy (DEN)      | 55.                |
| 157                                  | Anders Skaarseth (NOR)        | 123.               |
| Dyrektor sportowy : Stig Kristiansen |                               |                    |

| Team dsm-firmenich PostNL DFP    | Team dsm-firmenich PostNL DFP | Team dsm-firmenich PostNL DFP |
| -------------------------------- | ----------------------------- | ----------------------------- |
| Nr                               | Kolarz                        | Miejsce                       |
| 161                              | John Degenkolb (GER)          | 77.                           |
| 162                              | Tobias Lund Andresen (DEN)    | 11.                           |
| 163                              | Romain Combaud (FRA)          | 79.                           |
| 164                              | Patrick Eddy (AUS)            | 130.                          |
| 165                              | Alexander Edmondson (AUS)     | DNF                           |
| 166                              | Niklas Märkl (GER)            | 71.                           |
| 167                              | Bram Welten (NED)             | 63.                           |
| Dyrektor sportowy : Luke Roberts |                               |                               |

| Decathlon-AG2R La Mondiale DAT       | Decathlon-AG2R La Mondiale DAT | Decathlon-AG2R La Mondiale DAT |
| ------------------------------------ | ------------------------------ | ------------------------------ |
| Nr                                   | Kolarz                         | Miejsce                        |
| 171                                  | Dorian Godon (FRA)             | 20.                            |
| 172                                  | Oliver Naesen (BEL)            | 23.                            |
| 173                                  | Nans Peters (FRA)              | 80.                            |
| 174                                  | Damien Touzé (FRA)             | 44.                            |
| 175                                  | Bastien Tronchon (FRA)         | 91.                            |
| 176                                  | Andrea Vendrame (ITA)          | 114.                           |
| 177                                  | Larry Warbasse (USA)           | 38.                            |
| Dyrektor sportowy : Artūras Kasputis |                                |                                |

| Bahrain Victorious TBV               | Bahrain Victorious TBV    | Bahrain Victorious TBV |
| ------------------------------------ | ------------------------- | ---------------------- |
| Nr                                   | Kolarz                    | Miejsce                |
| 181                                  | Phil Bauhaus (GER)        | 96.                    |
| 182                                  | Yukiya Arashiro (JPN)     | 84.                    |
| 183                                  | Nikias Arndt (GER)        | 17.                    |
| 184                                  | Alberto Bruttomesso (ITA) | 131.                   |
| 185                                  | Robert Stannard (AUS)     | 88.                    |
| 186                                  | Łukasz Wiśniowski (POL)   | 127.                   |
| 187                                  | Fred Wright (GBR)         | 42.                    |
| Dyrektor sportowy : Enrico Poitschke |                           |                        |

| Alpecin-Deceuninck ADC                                    | Alpecin-Deceuninck ADC     | Alpecin-Deceuninck ADC |
| --------------------------------------------------------- | -------------------------- | ---------------------- |
| Nr                                                        | Kolarz                     | Miejsce                |
| 191                                                       | Jasper Philipsen (BEL)     | 7.                     |
| 192                                                       | Samuel Gaze (NZL)          | 66.                    |
| 193                                                       | Jimmy Janssens (BEL)       | 129.                   |
| 194                                                       | Timo Kielich (BEL)         | DNF                    |
| 195                                                       | Søren Kragh Andersen (DEN) | 54.                    |
| 196                                                       | Senne Leysen (BEL)         | DNF                    |
| 197                                                       | Jonas Rickaert (BEL)       | 124.                   |
| Dyrektor sportowy : Christoph Roodhooft, Preben Van Hecke |                            |                        |

| Tudor Pro Cycling Team TUD         | Tudor Pro Cycling Team TUD | Tudor Pro Cycling Team TUD |
| ---------------------------------- | -------------------------- | -------------------------- |
| Nr                                 | Kolarz                     | Miejsce                    |
| 201                                | Matteo Trentin (ITA)       | 9.                         |
| 202                                | Alberto Dainese (ITA)      | DNF                        |
| 203                                | Robin Froidevaux (SUI)     | DNF                        |
| 204                                | Miká Heming (GER)          | DNF                        |
| 205                                | Marius Mayrhofer (GER)     | 62.                        |
| 206                                | Florian Stork (GER)        | 122.                       |
| 207                                | Roland Thalmann (SUI)      | DNF                        |
| Dyrektor sportowy : Marcel Sieberg |                            |                            |

| Cofidis COF                          | Cofidis COF                 | Cofidis COF |
| ------------------------------------ | --------------------------- | ----------- |
| Nr                                   | Kolarz                      | Miejsce     |
| 211                                  | Simon Geschke (GER)         | 102.        |
| 212                                  | Stanisław Aniołkowski (POL) | 81.         |
| 213                                  | Bryan Coquard (FRA)         | 100.        |
| 214                                  | Aimé De Gendt (BEL)         | 41.         |
| 215                                  | Alexis Gougeard (FRA)       | 115.        |
| 216                                  | Stefano Oldani (ITA)        | 10.         |
| 217                                  | Axel Zingle (FRA)           | 6.          |
| Dyrektor sportowy : Jean-Luc Jonrond |                             |             |

| Q36.5 Pro Cycling Team Q36     | Q36.5 Pro Cycling Team Q36 | Q36.5 Pro Cycling Team Q36 |
| ------------------------------ | -------------------------- | -------------------------- |
| Nr                             | Kolarz                     | Miejsce                    |
| 221                            | Giacomo Nizzolo (ITA)      | 73.                        |
| 222                            | Xabier Azparren (ESP)      | 111.                       |
| 223                            | Fabio Christen (SUI)       | 28.                        |
| 224                            | Tobias Ludvigsson (SWE)    | 118.                       |
| 225                            | Cyrus Monk (AUS)           | 78.                        |
| 226                            | Nicolò Parisini (ITA)      | 19.                        |
| 227                            | Jannik Steimle (GER)       | 75.                        |
| Dyrektor sportowy : Jens Zemke |                            |                            |

| Lidl-Trek LTK                                         | Lidl-Trek LTK         | Lidl-Trek LTK |
| ----------------------------------------------------- | --------------------- | ------------- |
| Nr                                                    | Kolarz                | Miejsce       |
| 1                                                     | Jonathan Milan (ITA)  | 2.            |
| 2                                                     | Simone Consonni (ITA) | 34.           |
| 3                                                     | Tim Declercq (BEL)    | 132.          |
| 4                                                     | Daan Hoole (NED)      | 87.           |
| 5                                                     | Alex Kirsch (LUX)     | 58.           |
| 6                                                     | Jacopo Mosca (ITA)    | DNS           |
| 7                                                     | Edward Theuns (BEL)   | 67.           |
| Dyrektor sportowy : Maxime Monfort, Jarosław Popowycz |                       |               |

| Red Bull-Bora-Hansgrohe RBH         | Red Bull-Bora-Hansgrohe RBH | Red Bull-Bora-Hansgrohe RBH |
| ----------------------------------- | --------------------------- | --------------------------- |
| Nr                                  | Kolarz                      | Miejsce                     |
| 11                                  | Danny van Poppel (NED)      | 14.                         |
| 12                                  | Marco Haller (AUT)          | 45.                         |
| 13                                  | Bob Jungels (LUX)           | 135.                        |
| 14                                  | Jonas Koch (GER)            | 69.                         |
| 15                                  | Jordi Meeus (BEL)           | 4.                          |
| 16                                  | Maximilian Schachmann (GER) | 47.                         |
| 17                                  | Matteo Sobrero (ITA)        | 97.                         |
| Dyrektor sportowy : Christian Pömer |                             |                             |

| Ineos Grenadiers IGD                 | Ineos Grenadiers IGD       | Ineos Grenadiers IGD |
| ------------------------------------ | -------------------------- | -------------------- |
| Nr                                   | Kolarz                     | Miejsce              |
| 21                                   | Elia Viviani (ITA)         | 52.                  |
| 22                                   | Jonathan Castroviejo (ESP) | 108.                 |
| 23                                   | Laurens De Plus (BEL)      | 50.                  |
| 24                                   | Michael Leonard (CAN)      | 112.                 |
| 25                                   | Salvatore Puccio (ITA)     | 82.                  |
| 26                                   | Artem Shmidt (USA)         | 68.                  |
| 27                                   | Joshua Tarling (GBR)       | 60.                  |
| Dyrektor sportowy : Zakkari Dempster |                            |                      |

| Arkéa-B&B Hotels ARK               | Arkéa-B&B Hotels ARK    | Arkéa-B&B Hotels ARK |
| ---------------------------------- | ----------------------- | -------------------- |
| Nr                                 | Kolarz                  | Miejsce              |
| 31                                 | Arnaud Démare (FRA)     | 12.                  |
| 32                                 | Jenthe Biermans (BEL)   | 46.                  |
| 33                                 | Anthony Delaplace (FRA) | 53.                  |
| 34                                 | Matis Louvel (FRA)      | 72.                  |
| 35                                 | Daniel McLay (GBR)      | 64.                  |
| 36                                 | Alan Riou (FRA)         | 126.                 |
| 37                                 | Miles Scotson (AUS)     | DNS                  |
| Dyrektor sportowy : Mickael Leveau |                         |                      |

| Groupama-FDJ GFC              | Groupama-FDJ GFC      | Groupama-FDJ GFC |
| ----------------------------- | --------------------- | ---------------- |
| Nr                            | Kolarz                | Miejsce          |
| 41                            | Lewis Askey (GBR)     | 89.              |
| 42                            | Cyril Barthe (FRA)    | 31.              |
| 43                            | Fabian Lienhard (SUI) | 32.              |
| 44                            | Paul Penhoët (FRA)    | DNF              |
| 45                            | Clément Russo (FRA)   | 24.              |
| 46                            | Thibaud Gruel (FRA)   | 37.              |
| 47                            | Rudy Molard (FRA)     | 49.              |
| Dyrektor sportowy : Yvon Caër |                       |                  |

| Soudal Quick-Step SOQ          | Soudal Quick-Step SOQ    | Soudal Quick-Step SOQ |
| ------------------------------ | ------------------------ | --------------------- |
| Nr                             | Kolarz                   | Miejsce               |
| 51                             | Tim Merlier (BEL)        | DNF                   |
| 52                             | Ayco Bastiaens (BEL)     | 105.                  |
| 53                             | Josef Černý (CZE)        | 134.                  |
| 54                             | Luke Lamperti (USA)      | 13.                   |
| 55                             | Pieter Serry (BEL)       | 95.                   |
| 56                             | Bert Van Lerberghe (BEL) | 59.                   |
| 57                             | Warre Vangheluwe (BEL)   | DNF                   |
| Dyrektor sportowy : Tom Steels |                          |                       |

| Lotto Dstny LTD                | Lotto Dstny LTD             | Lotto Dstny LTD |
| ------------------------------ | --------------------------- | --------------- |
| Nr                             | Kolarz                      | Miejsce         |
| 61                             | Arnaud De Lie (BEL) (szosa) | 21.             |
| 62                             | Logan Currie (NZL)          | 136.            |
| 63                             | Jasper De Buyst (BEL)       | DNF             |
| 64                             | Sébastien Grignard (BEL)    | 128.            |
| 65                             | Liam Slock (BEL)            | 39.             |
| 66                             | Brent Van Moer (BEL)        | 107.            |
| 67                             | Florian Vermeersch (BEL)    | 61.             |
| Dyrektor sportowy : Dirk Demol |                             |                 |

| UAE Team Emirates UAD                           | UAE Team Emirates UAD        | UAE Team Emirates UAD |
| ----------------------------------------------- | ---------------------------- | --------------------- |
| Nr                                              | Kolarz                       | Miejsce               |
| 71                                              | Nils Politt (GER)            | 36.                   |
| 72                                              | Ivo Oliveira (POR)           | 109.                  |
| 73                                              | Mikkel Norsgaard Bjerg (DEN) | DNF                   |
| 74                                              | Felix Großschartner (AUT)    | 98.                   |
| 75                                              | Juan Sebastián Molano (COL)  | DNF                   |
| 76                                              | António Morgado (POR)        | 110.                  |
| 77                                              | Tim Wellens (BEL)            | 25.                   |
| Dyrektor sportowy : Andrej Hauptman, Jan Polanc |                              |                       |

| Astana Qazaqstan Team AST          | Astana Qazaqstan Team AST | Astana Qazaqstan Team AST |
| ---------------------------------- | ------------------------- | ------------------------- |
| Nr                                 | Kolarz                    | Miejsce                   |
| 81                                 | Max Kanter (GER)          | DNF                       |
| 82                                 | Davide Ballerini (ITA)    | 22.                       |
| 83                                 | Cees Bol (NED)            | 57.                       |
| 84                                 | Jewgienij Fiodorow (KAZ)  | 86.                       |
| 85                                 | Daniil Marukhin (KAZ)     | 119.                      |
| 86                                 | Michael Mørkøv (DEN)      | 116.                      |
| 87                                 | Rüdiger Selig (GER)       | DNF                       |
| Dyrektor sportowy : Stefano Zanini |                           |                           |

| Intermarché-Wanty IWA               | Intermarché-Wanty IWA    | Intermarché-Wanty IWA |
| ----------------------------------- | ------------------------ | --------------------- |
| Nr                                  | Kolarz                   | Miejsce               |
| 91                                  | Biniam Girmay (ERI)      | 3.                    |
| 92                                  | Francesco Busatto (ITA)  | 43.                   |
| 93                                  | Madis Mihkels (EST)      | 51.                   |
| 94                                  | Laurenz Rex (BEL)        | 26.                   |
| 95                                  | Mike Teunissen (NED)     | 8.                    |
| 96                                  | Taco van der Hoorn (NED) | 99.                   |
| 97                                  | Georg Zimmermann (GER)   | 33.                   |
| Dyrektor sportowy : Laurenzo Lapage |                          |                       |

| Team Visma \| Lease a Bike TVL        | Team Visma \| Lease a Bike TVL   | Team Visma \| Lease a Bike TVL |
| ------------------------------------- | -------------------------------- | ------------------------------ |
| Nr                                    | Kolarz                           | Miejsce                        |
| 101                                   | Olav Kooij (NED)                 | 1.                             |
| 102                                   | Koen Bouwman (NED)               | 101.                           |
| 103                                   | Christophe Laporte (FRA) (szosa) | 48.                            |
| 104                                   | Tosh Van der Sande (BEL)         | 125.                           |
| 105                                   | Mick van Dijke (NED)             | 65.                            |
| 106                                   | Tim van Dijke (NED)              | DNF                            |
| 107                                   | Julien Vermote (BEL)             | 106.                           |
| Dyrektor sportowy : Arthur Van Dongen |                                  |                                |

| Team Jayco AlUla JAY                 | Team Jayco AlUla JAY          | Team Jayco AlUla JAY |
| ------------------------------------ | ----------------------------- | -------------------- |
| Nr                                   | Kolarz                        | Miejsce              |
| 111                                  | Caleb Ewan (AUS)              | 103.                 |
| 112                                  | Anders Foldager (DEN)         | 27.                  |
| 113                                  | Michael Hepburn (AUS)         | 117.                 |
| 114                                  | Christopher Juul-Jensen (DEN) | DNF                  |
| 115                                  | Luka Mezgec (SLO)             | 92.                  |
| 116                                  | Kelland O’Brien (AUS)         | 104.                 |
| 117                                  | Blake Quick (AUS)             | 120.                 |
| Dyrektor sportowy : David McPartland |                               |                      |

| EF Education-EasyPost EFE          | EF Education-EasyPost EFE   | EF Education-EasyPost EFE |
| ---------------------------------- | --------------------------- | ------------------------- |
| Nr                                 | Kolarz                      | Miejsce                   |
| 121                                | Mikkel Frølich Honoré (DEN) | 30.                       |
| 122                                | Stefan Bissegger (SUI)      | 18.                       |
| 123                                | Simon Carr (GBR)            | 133.                      |
| 124                                | Stefan de Bod (RSA)         | 83.                       |
| 125                                | Jack Rootkin-Gray (GBR)     | 113.                      |
| 126                                | Jonas Rutsch (GER)          | 35.                       |
| 127                                | Marijn van den Berg (NED)   | 85.                       |
| Dyrektor sportowy : Matti Breschel |                             |                           |

| Movistar Team MOV | Movistar Team MOV         | Movistar Team MOV |
| ----------------- | ------------------------- | ----------------- |
| Nr                | Kolarz                    | Miejsce           |
| 131               | Fernando Gaviria (COL)    | DNF               |
| 132               | Alex Aranburu (ESP)       | 93.               |
| 133               | Jon Barrenetxea (ESP)     | 29.               |
| 134               | Rémi Cavagna (FRA)        | DNF               |
| 135               | Davide Cimolai (ITA)      | 90.               |
| 136               | Iván García Cortina (ESP) | 15.               |
| 137               | Mathias Norsgaard (DEN)   | 137.              |

| Israel-Premier Tech IPT                      | Israel-Premier Tech IPT   | Israel-Premier Tech IPT |
| -------------------------------------------- | ------------------------- | ----------------------- |
| Nr                                           | Kolarz                    | Miejsce                 |
| 141                                          | Pascal Ackermann (GER)    | 121.                    |
| 142                                          | Hugo Hofstetter (FRA)     | 16.                     |
| 143                                          | Oded Kogut (ISR)          | DNF                     |
| 144                                          | Riley Pickrell (CAN)      | DNF                     |
| 145                                          | Mads Würtz Schmidt (DEN)  | DNF                     |
| 146                                          | Michael Schwarzmann (GER) | 76.                     |
| 147                                          | Tom Van Asbroeck (BEL)    | 74.                     |
| Dyrektor sportowy : Rene Mandri, René Andrle |                           |                         |

| Uno-X Mobility UXM                   | Uno-X Mobility UXM            | Uno-X Mobility UXM |
| ------------------------------------ | ----------------------------- | ------------------ |
| Nr                                   | Kolarz                        | Miejsce            |
| 151                                  | Alexander Kristoff (NOR)      | 5.                 |
| 152                                  | Idar Andersen (NOR)           | 70.                |
| 153                                  | Fredrik Dversnes (NOR)        | 40.                |
| 154                                  | Jonas Iversby Hvideberg (NOR) | 94.                |
| 155                                  | Niklas Larsen (DEN)           | 56.                |
| 156                                  | William Blume Levy (DEN)      | 55.                |
| 157                                  | Anders Skaarseth (NOR)        | 123.               |
| Dyrektor sportowy : Stig Kristiansen |                               |                    |

| Team dsm-firmenich PostNL DFP    | Team dsm-firmenich PostNL DFP | Team dsm-firmenich PostNL DFP |
| -------------------------------- | ----------------------------- | ----------------------------- |
| Nr                               | Kolarz                        | Miejsce                       |
| 161                              | John Degenkolb (GER)          | 77.                           |
| 162                              | Tobias Lund Andresen (DEN)    | 11.                           |
| 163                              | Romain Combaud (FRA)          | 79.                           |
| 164                              | Patrick Eddy (AUS)            | 130.                          |
| 165                              | Alexander Edmondson (AUS)     | DNF                           |
| 166                              | Niklas Märkl (GER)            | 71.                           |
| 167                              | Bram Welten (NED)             | 63.                           |
| Dyrektor sportowy : Luke Roberts |                               |                               |

| Decathlon-AG2R La Mondiale DAT       | Decathlon-AG2R La Mondiale DAT | Decathlon-AG2R La Mondiale DAT |
| ------------------------------------ | ------------------------------ | ------------------------------ |
| Nr                                   | Kolarz                         | Miejsce                        |
| 171                                  | Dorian Godon (FRA)             | 20.                            |
| 172                                  | Oliver Naesen (BEL)            | 23.                            |
| 173                                  | Nans Peters (FRA)              | 80.                            |
| 174                                  | Damien Touzé (FRA)             | 44.                            |
| 175                                  | Bastien Tronchon (FRA)         | 91.                            |
| 176                                  | Andrea Vendrame (ITA)          | 114.                           |
| 177                                  | Larry Warbasse (USA)           | 38.                            |
| Dyrektor sportowy : Artūras Kasputis |                                |                                |

| Bahrain Victorious TBV               | Bahrain Victorious TBV    | Bahrain Victorious TBV |
| ------------------------------------ | ------------------------- | ---------------------- |
| Nr                                   | Kolarz                    | Miejsce                |
| 181                                  | Phil Bauhaus (GER)        | 96.                    |
| 182                                  | Yukiya Arashiro (JPN)     | 84.                    |
| 183                                  | Nikias Arndt (GER)        | 17.                    |
| 184                                  | Alberto Bruttomesso (ITA) | 131.                   |
| 185                                  | Robert Stannard (AUS)     | 88.                    |
| 186                                  | Łukasz Wiśniowski (POL)   | 127.                   |
| 187                                  | Fred Wright (GBR)         | 42.                    |
| Dyrektor sportowy : Enrico Poitschke |                           |                        |

| Alpecin-Deceuninck ADC                                    | Alpecin-Deceuninck ADC     | Alpecin-Deceuninck ADC |
| --------------------------------------------------------- | -------------------------- | ---------------------- |
| Nr                                                        | Kolarz                     | Miejsce                |
| 191                                                       | Jasper Philipsen (BEL)     | 7.                     |
| 192                                                       | Samuel Gaze (NZL)          | 66.                    |
| 193                                                       | Jimmy Janssens (BEL)       | 129.                   |
| 194                                                       | Timo Kielich (BEL)         | DNF                    |
| 195                                                       | Søren Kragh Andersen (DEN) | 54.                    |
| 196                                                       | Senne Leysen (BEL)         | DNF                    |
| 197                                                       | Jonas Rickaert (BEL)       | 124.                   |
| Dyrektor sportowy : Christoph Roodhooft, Preben Van Hecke |                            |                        |

| Tudor Pro Cycling Team TUD         | Tudor Pro Cycling Team TUD | Tudor Pro Cycling Team TUD |
| ---------------------------------- | -------------------------- | -------------------------- |
| Nr                                 | Kolarz                     | Miejsce                    |
| 201                                | Matteo Trentin (ITA)       | 9.                         |
| 202                                | Alberto Dainese (ITA)      | DNF                        |
| 203                                | Robin Froidevaux (SUI)     | DNF                        |
| 204                                | Miká Heming (GER)          | DNF                        |
| 205                                | Marius Mayrhofer (GER)     | 62.                        |
| 206                                | Florian Stork (GER)        | 122.                       |
| 207                                | Roland Thalmann (SUI)      | DNF                        |
| Dyrektor sportowy : Marcel Sieberg |                            |                            |

| Cofidis COF                          | Cofidis COF                 | Cofidis COF |
| ------------------------------------ | --------------------------- | ----------- |
| Nr                                   | Kolarz                      | Miejsce     |
| 211                                  | Simon Geschke (GER)         | 102.        |
| 212                                  | Stanisław Aniołkowski (POL) | 81.         |
| 213                                  | Bryan Coquard (FRA)         | 100.        |
| 214                                  | Aimé De Gendt (BEL)         | 41.         |
| 215                                  | Alexis Gougeard (FRA)       | 115.        |
| 216                                  | Stefano Oldani (ITA)        | 10.         |
| 217                                  | Axel Zingle (FRA)           | 6.          |
| Dyrektor sportowy : Jean-Luc Jonrond |                             |             |

| Q36.5 Pro Cycling Team Q36     | Q36.5 Pro Cycling Team Q36 | Q36.5 Pro Cycling Team Q36 |
| ------------------------------ | -------------------------- | -------------------------- |
| Nr                             | Kolarz                     | Miejsce                    |
| 221                            | Giacomo Nizzolo (ITA)      | 73.                        |
| 222                            | Xabier Azparren (ESP)      | 111.                       |
| 223                            | Fabio Christen (SUI)       | 28.                        |
| 224                            | Tobias Ludvigsson (SWE)    | 118.                       |
| 225                            | Cyrus Monk (AUS)           | 78.                        |
| 226                            | Nicolò Parisini (ITA)      | 19.                        |
| 227                            | Jannik Steimle (GER)       | 75.                        |
| Dyrektor sportowy : Jens Zemke |                            |                            |

Legenda: DNF – nie ukończył, OTL – przekroczył limit czasu, DNS – nie wystartował, DSQ – zdyskwalifikowany.

## Klasyfikacja generalna
| \| Klasyfikacja generalna \| Klasyfikacja generalna \| Klasyfikacja generalna \| Klasyfikacja generalna \| Klasyfikacja generalna \| \| Kolarz \| Kolarz \| Państwo \| Drużyna \| Czas \| \| ---------------------- \| ---------------------- \| ---------------------- \| -------------------------- \| ---------------------- \| \| 1. \| Olav Kooij \| Holandia \| Team Visma \\| Lease a Bike \| 3h 39' 49" \| \| 2. \| Jonathan Milan \| Włochy \| Lidl-Trek \| + 0" \| \| 3. \| Biniam Girmay \| Erytrea \| Intermarché-Wanty \| + 0" \| \| 4. \| Jordi Meeus \| Belgia \| Red Bull-Bora-Hansgrohe \| + 0" \| \| 5. \| Alexander Kristoff \| Norwegia \| Uno-X Mobility \| + 0" \| \| 6. \| Axel Zingle \| Francja \| Cofidis \| + 0" \| \| 7. \| Jasper Philipsen \| Belgia \| Alpecin-Deceuninck \| + 0" \| \| 8. \| Mike Teunissen \| Holandia \| Intermarché-Wanty \| + 0" \| \| 9. \| Matteo Trentin \| Włochy \| Tudor Pro Cycling Team \| + 0" \| \| 10. \| Stefano Oldani \| Włochy \| Cofidis \| + 0" \| |                    |          |                            |            |
| |                    |          |                            |            |
| Źródło: ProCyclingStats |                    |          |                            |            |
| Klasyfikacja generalna |                    |          |                            |            |
| Kolarz | Kolarz             | Państwo  | Drużyna                    | Czas       |
| 1. | Olav Kooij         | Holandia | Team Visma \| Lease a Bike | 3h 39' 49" |
| 2. | Jonathan Milan     | Włochy   | Lidl-Trek                  | + 0"       |
| 3. | Biniam Girmay      | Erytrea  | Intermarché-Wanty          | + 0"       |
| 4. | Jordi Meeus        | Belgia   | Red Bull-Bora-Hansgrohe    | + 0"       |
| 5. | Alexander Kristoff | Norwegia | Uno-X Mobility             | + 0"       |
| 6. | Axel Zingle        | Francja  | Cofidis                    | + 0"       |
| 7. | Jasper Philipsen   | Belgia   | Alpecin-Deceuninck         | + 0"       |
| 8. | Mike Teunissen     | Holandia | Intermarché-Wanty          | + 0"       |
| 9. | Matteo Trentin     | Włochy   | Tudor Pro Cycling Team     | + 0"       |
| 10. | Stefano Oldani     | Włochy   | Cofidis                    | + 0"       |